# Střížkov (stanice metra)
Střížkov (zkratka SZ, projektový název Prosek I) je stanice metra v Praze-Střížkově, na okraji sídliště Prosek. Leží na nejnovějším úseku linky C. Stavba začala 24. května 2004, pro cestující byla stanice otevřena 8. května 2008. Patří k architektonicky nejvýraznějším stanicím v Praze, stejně tak k těm nejdražším.

## Charakteristika stanice

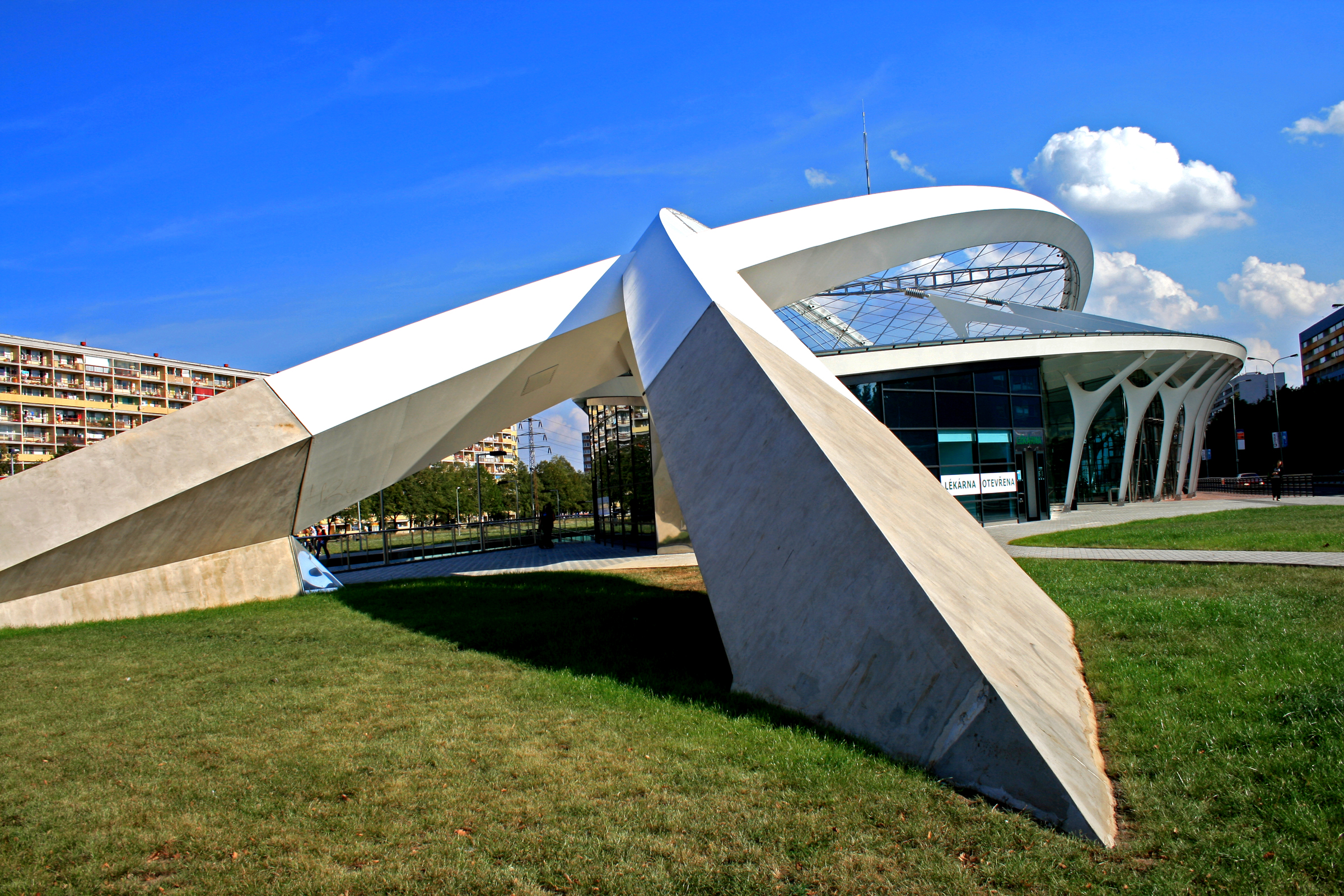
Stanice Střížkov s dvěma hlavními nosníky v popředí, 2008

Střížkov je 228 metrů dlouhou hloubenou stanicí. Má založení nástupiště 13 m pod povrchem, budova však stoupá vysoko nad úroveň terénu. Tvoří ji velká oceloskleněná konstrukce, svým půdorysem připomínající kapku vody či velrybu (interpretace v médiích se liší). Na dvou masivních obloucích, které vedou v ose stanice, je pak celá konstrukce zavěšena. Hlavní dva obloukové nosníky mají rozpětí 150 metrů a jejich průměr je 1,5 m. Součástí stavby je také podchod pod Vysočanskou ulicí. Nástupiště jsou boční, pomocí třech mostů umístěných ve dvou úrovních mohou cestující přecházet z jednoho nástupiště na druhé. Celá stanice je bezbariérová, jednotlivé lávky a nástupiště jsou propojeny výtahy.

### Architektura
Architektonické řešení stanice obsahuje také i různé můstky či fontány. Jeho autorem je český architekt Patrik Kotas, který se navrhoval řadu jiných dopravních staveb či dopravních prostředků. Na stavbu nebyla architektonická soutěž, Kotas byl vybrán projektantem.

## Výstavba

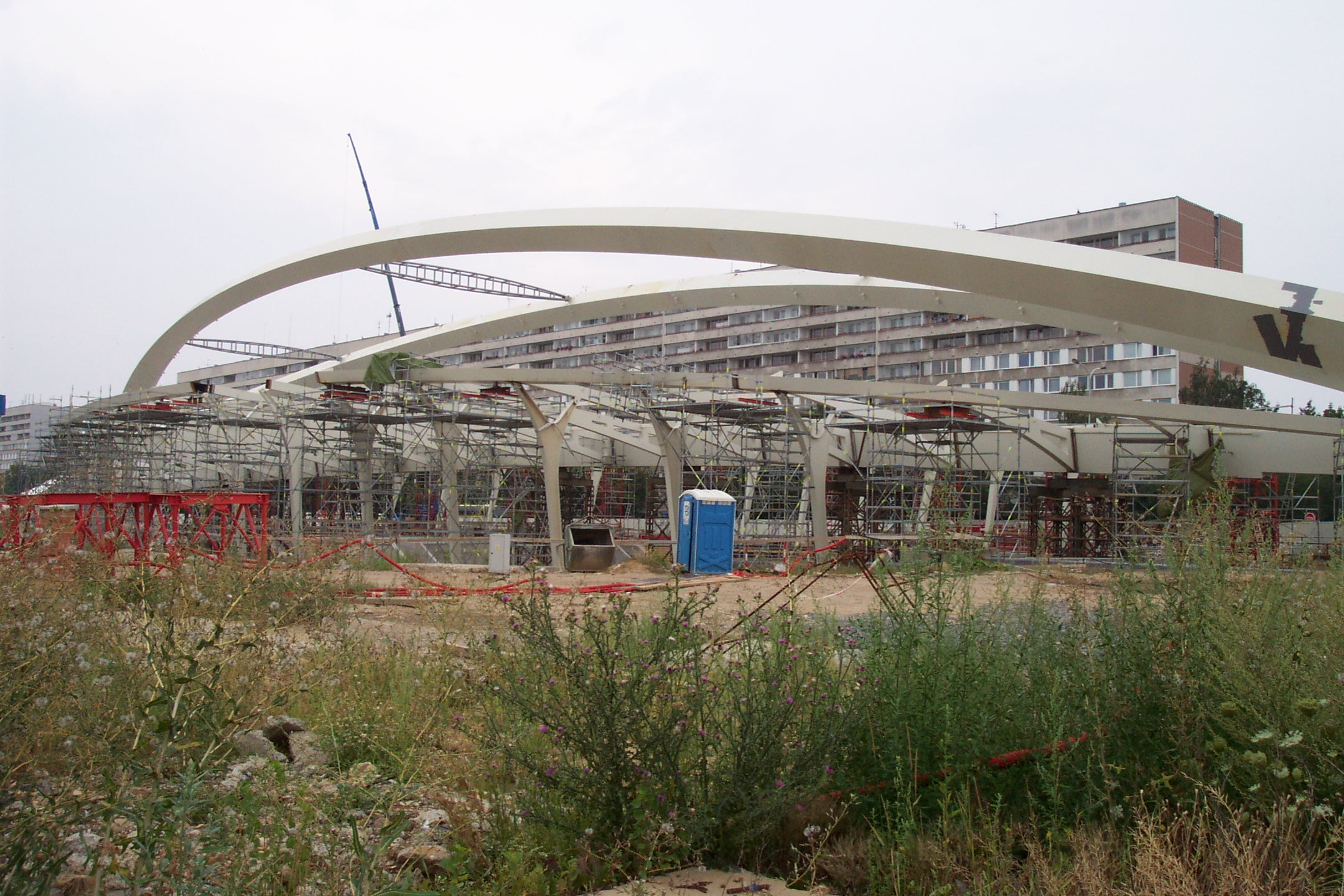
Výstavba stanice v červenci 2006

Výstavba této stanice se rozvrhnula do několika etap. Nejprve bylo nutné vyhloubit stavební jámu, zajistit ji a poté vystavět železobetonové nástupiště. Pro založení stanice se spotřebovalo okolo dvou tisíc tun armatury, téměř 22 000 m³ betonových konstrukcí a 65 000 m² bednění. Následně se mohlo začít s výstavbou ocelové konstrukce a dvou velkých obloukových nosníků. Do konce července 2006 již oba oblouky stály, samotná konstrukce pod nimi se dokončovala v srpnu téhož roku. V říjnu 2006 se zde konal den otevřených dveří, během něhož již bylo dokončeno jak nástupiště, tak i konstrukce, a to včetně nátěru. Střecha stanice je prosklená, použito bylo speciální tvrzené a vrstvené sklo původem z Francie. Kromě toho se však použilo i sklo akusticky izolační. Další den otevřených dveří na stavbě proběhl 22. září 2007 u příležitosti Týdne mobility, rok poté byla stanice dostavěna.
Na budování stanice se podílely společnosti Hochtief VSB a OHL ŽS (jež stavěly také tramvajovou trať z Hlubočep na Barrandov), realizační a výrobní dokumentaci ocelové konstrukce připravila společnost Excon. Výstavba stanice vyšla na 1,3 miliardy českých korun, nadzemní část na 600 milionů korun. Pražská stanice metra Kolbenova, jež je podobného rozměru i významu vyšla na pouhých 100 milionů korun.

## Ohlasy

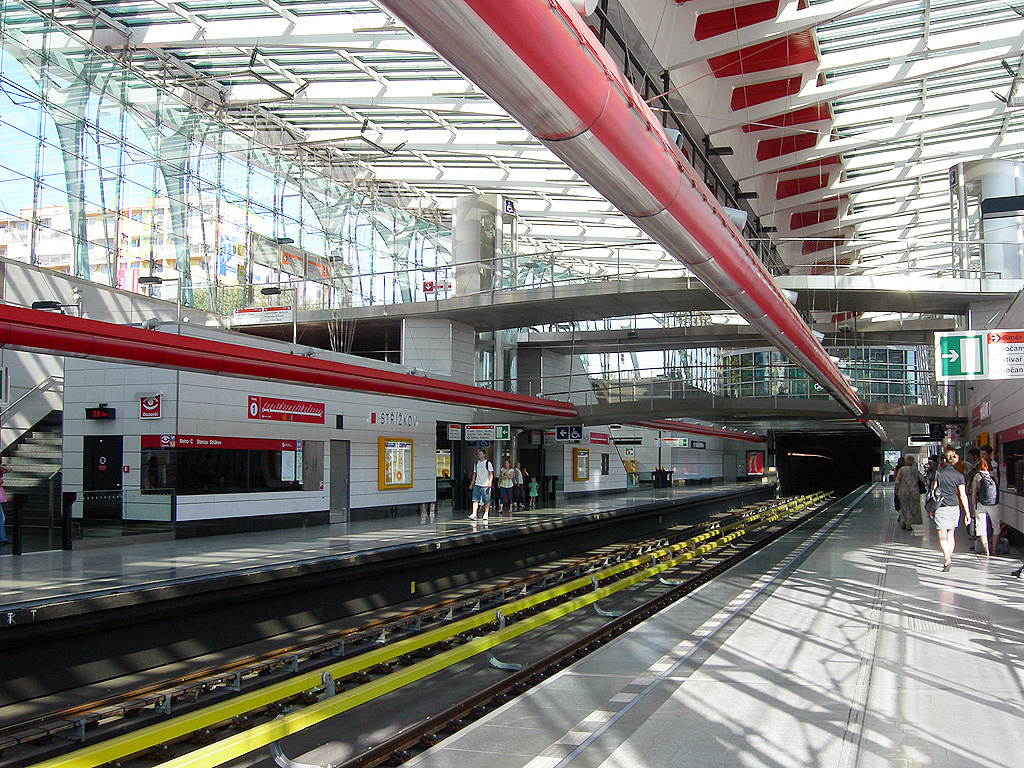
Interiér stanice Střížkov v roce 2009

Evropská asociace ocelových konstrukcí udělila v roce 2009 této stanici metra jednu z 19 mezinárodních ocenění za vzhled.

### Kritika
Český architekt Adam Gebrian stanici ve svém pořadu „Gebrian vs." kritizoval za naddimenzovanost, složitou údržbu či příliš vysokou cenu. I přes ni má podle něj stavba mnoho nedostatků, jako například špatná orientace způsobená přílišným množstvím ramp či výtahů, které jsou zde čtyři. Stavbu označil jako důkaz nekontroly veřejných prostředků.
Kritiku na stanici mělo i několik dalších architektů či odborná veřejnost. Redaktorka internetových stránkek Archiweb Karolína Jirkalová o stavbě napsala: „Dva výrazné oblouky betonové konstrukce jednoznačně ukazují na inspiraci španělským architektem Santiagem Calatravou. Na rozdíl od Calatravových realizací však Střížkov žádné ohromení krásou a jasností konstrukce nenabízí." Článek kritizuje také to, že samotná stanice byla provedena draze, ale přilehlé zastávky autobusů či chodníky už jsou řešeny těmi nejlevnějšími materiály, nazývá stavbu jako „barevný bod na plácku mezi paneláky". Architektovi prý unikly širší souvislosti, vztah k lokalitě či jemná estetika.
Objekt má také problém s údržbou, která je komplikovaná a neobejde se bez horolezecké výstroje. Dopravní podnik se také potýká s problémem s holuby a  jejich výkaly. Nepodařilo se zde udržet ani Kotasem navrženou zeleň, která nejdříve pomrzla a nová mrazuvzdorná zeleň uschla.